# نيفيديبين
النيفيديبين (يسمى بالأسماء التجارية أدالات، نيفيديكال، بروكارديا) وهو نوع من أنواع محصرات قنوات الكالسيوم من زمرة ثنائي هيدرو البيريدين.